# 플루오로늄
플루오로늄 이온(Fluoronium ion)은 H2F+의 화학식을 가진 무기 양이온이다. 플루오로 안티몬산 용액에 포함되어있는 초강산이며, 안티모니와의 염을 이루었을 때 Sb2F11-음이온을 형성한다.